# Geist (spiritueux)

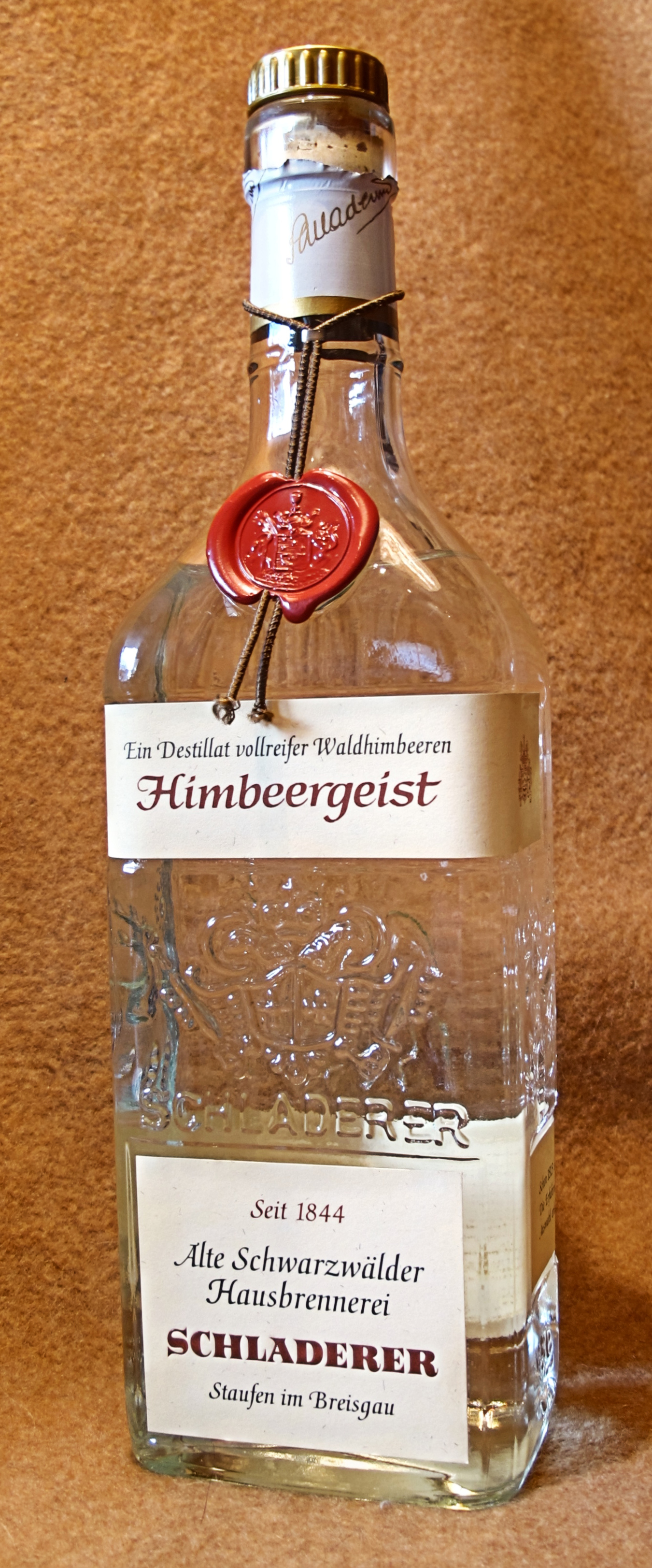
Himbeergeist, esprit de framboise ou eau-de-vie de framboise obtenue par macération et distillation

Un geist ou esprit est une boisson spiritueuse obtenue par macération de matières premières naturelles non fermentées dans de l'alcool neutre, suivie d'une distillation.
Le geist peut être produit à partir d'une seule matière première ou plusieurs.
L'aquavit, la plupart des gins, les absinthes blanches sont techniquement des geists.

## Définition commerciale

### Union européenne
Conformément au règlement (UE) 2019/787 du Parlement européen et du Conseil du 17 avril 2019, il existe 44 catégories commerciales de boissons spiritueuses.

#### Geist
Le geist est la boisson spiritueuse produite par macération de fruits ou baies non fermentés ou de légumes, fruits à coque, autres matériels végétaux, tels que les herbes ou les pétales de rose, ou de champignons dans de l'alcool éthylique d'origine agricole, suivie d'une distillation.
Le geist doit titrer un minimum de 37,5 % vol.
Il ne peut être ni coloré ni aromatisé, et ne peut contenir plus de 10 grammes par litre de produits édulcorants (exprimés en sucre inverti).

#### Eau-de-vie obtenue par macération et distillation
Un geist peut porter la dénomination d'« eau-de-vie obtenue par macération et distillation » uniquement s'il a été produit à partir des fruits, baies ou noix suivantes :
- aronia
- aronia noir
- châtaigne
- agrumes
- noisette
- camarine noire
- fraise
- argousier
- houx
- cornouiller mâle
- noix
- banane
- myrte
- figue de Barbarie
- fruit de la passion
- merisier à grappes
- prunelle
- cassis
- groseille blanche
- groseille rouge
- groseille à maquereau
- églantine
- framboise arctique
- mûre des marais
- mûre
- framboise
- sureau
- sorbe
- corme
- alisier
- prune de cythère
- prune mombin
- myrtille d'Amérique
- canneberge
- myrtille
- airelle rouge

Le geist ou esprit de sureau, s'il est obtenu à partir des baies, peut ainsi porter les dénominations de « geist ou esprit de (baies de) sureau » ou d'« eau-de-vie de sureau obtenue par macération et distillation ». S'il est obtenu à partir des fleurs, il peut porter la dénomination de « geist ou esprit de (fleurs de) sureau » mais pas celle d'« eau-de-vie de sureau obtenue par macération et distillation ».